# Organisation internationale du tourisme social
L’Organisation internationale du tourisme social (OITS-ISTO) créée initialement sous le nom de Bureau international du tourisme social (BITS) en 1963, pour « organiser une collaboration internationale permanente en matière de tourisme social » est au centre de l’histoire de l’engagement en faveur du départ en vacances écrite par de nombreux acteurs publics, associatifs, coopératifs, syndicaux et privés depuis le milieu du XXe siècle.
ISTO est une association internationale à but non lucratif, qui a pour mission de promouvoir l’accès aux loisirs, aux vacances et au tourisme pour le plus grand nombre - jeunes, familles, seniors et personnes en situation de handicap - et de favoriser la mise en œuvre de cet objectif et des moyens qui en découlent auprès des acteurs qui partagent cette responsabilité, à savoir les États, les acteurs sociaux et les opérateurs. Elle vise aussi à promouvoir et soutenir les différentes formes de tourisme privilégiant le service des personnes, des communautés et des territoires, et s'identifiant notamment sous les termes de tourisme responsable, solidaire, équitable ou communautaire.
Par tourisme responsable, solidaire, équitable ou communautaire, ISTO entend toutes formes de voyages et séjours, à taille humaine, faites de découvertes, de rencontres et d'échanges avec les populations et contribuant au développement équilibré des territoires visités.
ISTO se positionne sur 5 grandes thématiques liées aux Objectifs de développement durable (ODD) : l’accessibilité, l’environnement, la solidarité, le commerce équitable et la qualité de vie.
L'organisation est représentée au Comité mondial d'éthique de l'OMT par Jean-Marc Mignon, président d'honneur.

## Le tourisme social
ISTO définit le tourisme social dans l'article 3 de ses statuts, comme « l'ensemble des rapports et des phénomènes résultant de la participation au tourisme et en particulier de la participation des couches sociales à revenus modestes. Cette participation est rendue possible, ou facilitée, par des mesures d'un caractère social bien défini. L'OITS s’appuie, pour mener cette action, sur les principes définis et adoptés dans la Déclaration de Montréal en septembre 1996 »,.

## Les actions
Les actions d'ISTO sont d'une part la sensibilisation des gouvernements, des institutions internationales et des autorités régionales compétentes aux politiques sociales du tourisme et aux bonnes pratiques visant à faciliter l'accès au départ pour tous; et d'autre part offrir une plate-forme d’échanges et de services pour les membres en favorisant les échanges d’expériences, de savoir faire, de bonnes pratiques et de développement de projets.
ISTO s’appuie sur les principes définis et contenus dans la Déclaration de Montréal « Pour une vision humaniste et sociale du tourisme » adoptée en septembre 1996 et son addendum d’Aubagne adopté en mai 2006.
En matière de représentation à l’échelle internationale, ISTO est membre de l’Organisation mondiale du tourisme (OMT), de la Confédération mondiale des voyages de jeunes, d’étudiants et éducatifs (WYSE-TC) et entretient des collaborations avec le Partenariat mondial pour le tourisme durable, l’Organisation des Nations unies pour l’éducation, la science et la culture (UNESCO) ainsi que l’Alliance Coopérative internationale.    
A l’échelle européenne, ISTO consacre une grande partie de ses ressources à entretenir des collaborations avec les institutions européennes, notamment la Commission européenne afin que la question du « Tourisme pour tous » soit prise en compte dans les politiques et programmes. ISTO travaille et dispose aussi d’accords de partenariat avec différentes organisations dont la Confédération européenne des syndicats (CES), la Fédération européenne des syndicats pour les secteurs de l’alimentation, de l’agriculture et du tourisme (EFFAT), le Réseau des Régions européennes pour un tourisme durable et compétitif (NECSTouR), le Réseau européen pour un tourisme accessible (ENAT)

## Les membres
ISTO regroupe parmi ses membres des organismes à caractère public et privé, à but lucratif et à but non lucratif. Parmi ceux-ci, on retrouve des associations de tourisme dont plusieurs sont gestionnaires  de centres et villages de vacances et réseaux d’auberges de jeunesse, des agences et opérateurs, des organisations syndicales, des coopératives, des ONG, des institutions d’enseignement et des organismes officiels de tourisme qui exercent tous une activité liée au tourisme social.
L'organisation compte aujourd’hui 188 organisations réparties dans 40 pays, principalement en Europe, en Amérique latine et en Afrique.
À cela s’ajoutent 32 membres individuels de l’Alliance pour la formation et la recherche en tourisme social et solidaire.

## La structure de l'association
Les instances d'ISTO sont composées de l’Assemblée générale qui se réunit chaque année, du Conseil d’administration élu pour quatre ans, du Comité exécutif chargé de mettre en œuvre les décisions du Conseil et du Secrétariat dont le siège est à Bruxelles.
Afin de mieux répondre aux intérêts de ses membres sur une base régionale, ISTO a décidé de constituer des sections régionales.

### Sections régionales

#### ISTO Europe
ISTO Europe porte la voix des membres européens auprès des instances de l’Union européenne. Elle contribue à des projets européens sur des thèmes comme l’innovation des services et des produits, le tourisme des jeunes ou encore des groupes de travail tels que « Holiday participation ». Elle comprend notamment le réseau de l' Association italienne du tourisme responsable ou de ATD agir pour un tourisme durable   

#### ISTO Amériques
ISTO est arrivé dans les Amériques en 1994 pour être légalement constitué en 1996 à Montréal. Cette section est chargée de promouvoir, d’établir des relations, d’échanger et de coordonner des actions sur le tourisme social, durable et solidaire en Amérique du Sud, Amérique centrale et en Amérique du Nord.

#### ISTO Afrique
ISTO a créé sa section Afrique en 2004. ISTO Afrique a pour mandat de concourir au développement du tourisme social dans les pays d’Afrique, où cela peut avoir un sens, au bénéfice des populations et d’aider au développement du tourisme solidaire à destination de l’Afrique.

### Groupes de travail

#### Alliance de formation et de recherche
L’alliance, créée en 2010, est une plate-forme regroupant des institutions académiques et des chercheurs qui s’intéressent au tourisme social, durable et solidaire afin de faciliter les collaborations scientifiques.

#### Task Force syndicale
La Task Force syndicale, mise sur pied en 2009, encourage une plus grande coopération entre les syndicats en matière de tourisme social, durable et solidaire, afin d’atteindre une position commune au niveau mondial.

#### Commission sur le Tourisme Responsable et Solidaire
Cette commission regroupe les acteurs du tourisme souhaitant aborder les thèmes liés à la solidarité et à la responsabilité.

#### Commission sur les politiques sociales du tourisme
Cette commission a pour but de constituer un lieu de débats, d'échanges et de propositions afin de permettre aux autorités publiques et autres organismes concernés de mieux connaître les dispositifs existant, d'en mesurer les forces et les faiblesses et d'en faire la promotion.

## Documents fondateurs du tourisme social
La Charte de Vienne (1972): rapporte, entre autres concepts, que le tourisme est un moyen d'épanouissement qui doit être accessible à tous et qu'il est nécessaire d'établir de réelles politiques sociales du tourisme. On y présentait le tourisme comme un fait social fondamental et y demandait aux opérateurs de développer leurs engagements pour que le tourisme soit un moyen d’épanouissement et de maturation humaine accessible à tous. « A ce titre, on peut dire que les acteurs de l’époque revendiquaient la fonction socio-éducative du secteur, certains ambitionnant même une fonction sociopolitique. Dans ce contexte, la fonction d’animation touristique était chargée d’une mission proche de celle défendue par les mouvements d’éducation populaire motivés par une finalité de transformation sociale».
L'Acte de Copenhague(1982): développe les thématiques de tourisme et culture, de tourisme familial, et du tourisme et l'environnement.
La Déclaration de Montréal « Pour une vision humaniste et sociale du tourisme » (1996) : adoptée par l'Assemblée générale du BITS le 12 septembre 1996 à la suite d'une vaste consultation parmi les membres. Elle présente les atouts du tourisme social pour demain et les critères d'identification du tourisme social,.
L'Addendum d'Aubagne « Vers un tourisme de développement et de solidarité » (2006) : Le 10 mai 2006, à Aubagne, l'Assemblée générale du BITS a réaffirmé la pertinence et l'actualité de la Déclaration de Montréal en adoptant un Addendum qui élargit la perspective et apporte certaines précisions au texte initial, notamment sur les retombées économiques pour les populations des pays d'accueil, ou des adaptations pour éviter les impacts négatifs sur les environnements naturel et culturel.